# 生駒市立生駒南第二小学校
生駒市立生駒南第二小学校（いこましりつ いこまみなみだいにしょうがっこう）は、奈良県生駒市小平尾町にある公立小学校。
小学校の運動場を国道168号線とつながる歩道橋の道路が横切るため、門は施錠していない。
土曜日、日曜日、祝日、平日の放課後、春休み、夏休み、冬休みは運動場を遊び場として開放。
年末年始も運動場で遊ぶことができる。
トイレは運動場とプール棟にある。

## 沿革
- 1983年（昭和58年）4月1日 - 開校。

## 通学区域
- 東山町、萩の台、萩の台1丁目、萩の台2丁目、萩の台3丁目、萩の台4丁目、萩の台5丁目、乙田町、小平尾町[1]

※卒業後は基本的に、小平尾町に居住する者は生駒市立生駒南中学校に、その他の者は生駒市立大瀬中学校に進学する。

## 通学区域が隣接している学校
- 生駒市立生駒南小学校
- 平群町立平群北小学校
- 斑鳩町立斑鳩東小学校
- 大和郡山市立矢田小学校